# نيكولاس بيكر (مجدف)
نيكولاس بيكر (بالإنجليزية: Nicholas Baker)‏ هو مجدف أسترالي، ولد في 13 فبراير 1985 في بورني ‏ في أستراليا.

## وصلات خارجية
- نيكولاس بيكر على موقع الاتحاد الدولي للتجديف (الإنجليزية)